# Il cuoco dell'Alcyon
Il cuoco dell'Alcyon è un romanzo di Andrea Camilleri pubblicato il 30 maggio 2019 dalla casa editrice Sellerio di Palermo che ha come protagonista il commissario di polizia siciliano Salvo Montalbano.

## Trama
Giovanni Trincanato sta portando alla rovina il cantiere navale che era di suo padre e un operaio appena licenziato si impicca a uno scafo in costruzione. Trincanato, che si scoprirà poi essere inetto, senza scrupoli e interessato solo a donne e gioco, ha parole offensive verso il suicida: Montalbano con una mossa fulminea lo schiaffeggia e poi lo saluta come niente fosse stato. Poi Montalbano conosce separatamente Joan e Carmen, due escort di lusso, che però servono insieme su una goletta tutta bianca, l’Alcyon, le cui crociere, rifornite di viveri da Trincanato, sono misteriose. Non c’è un gran che da fare e Montalbano accetta di smaltire le ferie arretrate ma, appena partito per Boccadasse, il questore Bonetti-Alderighi inizia a smantellare il commissariato: trasferisce il suo vice Augello, Fazio e Catarella e nomina reggente del commissariato Virginio Stacquadanio. La contromossa di Montalbano di far annunciare a Zito di Retelibera una sua intervista viene neutralizzata dal questore, che però a questo punto vorrà incontrarlo ma in segreto, quindi lo avverte che ha annunciato la sua radiazione dalla Polizia e il resto solo per richiesta dell'FBI e gli consegna una serie di loro ordini anche per lui. Intanto Trincanato è stato ucciso in casa sua e il suo guardaspalle Ernesto Fantuzzo, prima resosi irreperibile, viene poi ucciso dalla Catturandi. L’autista di Trincanato, Michele Zaccaria, che era stato imbavagliato durante l’assassinio, è l’unico da poter interrogare. Finalmente l’agente siculo-americano dell’FBI Jack Pennisi si mette in contatto con Montalbano e gli dice che si infiltrerà sull’Alcyon. Salvo in finte-ferie si fa dare lezioni da Adelina, e anche qualche ricetta da Enzo, perché gli è venuta la brillante idea di fare il cuoco dell’Alcyon. Fazio farà da aiuto cuoco e così saranno in tre sull’Alcyon per occuparsi dell'equipaggio e degli speciali prossimi passeggeri.

## Edizioni
- Andrea Camilleri, Il cuoco dell'Alcyon (e-book), collana La memoria 1137, 1ª ed., Sellerio Editore, 2019, ISBN 978-88-389-3957-0.